# گربه کلاه‌به‌سر (فیلم ۲۰۲۶)
گربهٔ کلاه‌به‌سر (انگلیسی: The Cat in the Hat) یک فیلم پویانمایی فانتزی کمدی آمریکایی است که بر پایهٔ کتاب کودکانه‌ای به همین نام نوشتهٔ دکتر زوس در سال ۱۹۵۷ ساخته شده است. این فیلم توسط وارنر برادرز پیکچرز انیمیشن، دکتر زوس اینترپرایزس و اِی استرن تاکینگ تو تهیه شده و وارنر برادرز پیکچرز نیز مسئولیت توزیع آن را بر عهده دارد. فیلم‌نامه‌نویسی و کارگردانی آن را اریکا ریوینویا و الساندرو کارلونی بر عهده دارند (که برای ریوینویا نخستین تجربهٔ کارگردانی فیلم بلند محسوب می‌شود). این اثر دومین اقتباس بلند سینمایی از این کتاب پس از فیلم لایو اکشن سال ۲۰۰۳ است. بیل هیدر صداپیشهٔ نقش اصلی یعنی گربه کلاه‌به‌سر است و بازیگرانی چون سوچی گومز، مت بری، کوئینتا برانسون، تیاگو مارتینز، جانکارلو اسپوزیتو، آمریکا فررا، بوئن ینگ و تایتس برگس نیز در این فیلم صداپیشگی می‌کنند.
فیلم پویانمایی گربه کلاه‌به‌سر در ابتدا پس از موفقیت تجاری فیلم لوراکس در سال ۲۰۱۲ توسط ایلومینیشن انترتینمنت معرفی شد و راب لیبر برای نگارش فیلم‌نامه در نظر گرفته شد. با این حال، این پروژه به مرحلهٔ تولید نرسید.
در ژانویه ۲۰۱۸، وارنر برادرز حقوق اقتباس از کتاب را به دست آورد. در اکتبر ۲۰۲۰، اریکا ریوینویا و آرت هرناندز به عنوان کارگردان انتخاب شدند، اما در ژوئن ۲۰۲۳، کارلونی جایگزین هرناندز شد. بیشتر صداپیشگان فیلم در مارس ۲۰۲۴ معرفی شدند و دی‌ان‌ئی‌جی مسئولیت تولید پویانمایی را بر عهده دارد.
گربه کلاه‌به‌سر قرار است در ایالات متحده در ۲۷ فوریه ۲۰۲۶ اکران شود.

## فرضیه
با نسخه‌ای از گربه کلاه‌به‌سر آشنا شوید که تاکنون نمی‌شناختید! در فضایی خیال‌انگیز و منحصربه‌فرد به سبک دکتر زوس، گربه کلاه‌به‌سر برای نخستین بار در قالب یک فیلم بلند پویانمایی سینمایی به پردهٔ نقره‌ای می‌آید — ماجراجویی‌ای نو، حماسی و پرهیجان که در آن، شیطنت، جادو و آشوب بر همه چیز سایه انداخته‌اند.
گربه، با صداپیشگی بیل هیدر، در این فیلم آنچه را که در آن مهارت دارد انجام می‌دهد: شاد کردن بچه‌ها به شیوه‌ای خنده‌دار، خاص و بی‌پروا. او کودکان و تماشاگران را به سفری خیال‌انگیز در دنیایی می‌برد که پیش از این ندیده‌اند.
در داستان فیلم، این شخصیت دوست‌داشتنی سخت‌ترین مأموریت خود را از سوی سازمان I.I.I.I. (مخفف «مؤسسهٔ بنیان‌گذاری تخیل و الهام، با مسئولیت محدود») دریافت می‌کند: شاد کردن گبی و سباستین، خواهر و برادری که با دشواری‌های ناشی از نقل مکان به شهری جدید دست و پنجه نرم می‌کنند.
اما گربه که به افراط در کارهایش شهرت دارد، ممکن است این بار آخرین فرصت خود را برای اثبات توانایی‌هایش در اختیار داشته باشد… یا اینکه برای همیشه کلاه جادویی‌اش را از دست بدهد!— وارنر برادرز پیکچرز انیمیشن

## صداپیشگان
- بیل هیدر در نقش گربه کلاه‌به‌سر[۲][۳]
- سوچی گومز در نقش گَبی
- تیاگو مارتینز در نقش سباستین
- مت بری در نقش فیش
- کوئینتا برانسون در نقش شری
- جانکارلو اسپوزیتو در نقش رئیس گربه کلاه‌به‌سر[۴]
- آمریکا فررا در نقش مادر گابی و سباستین[۵]

## تولید

### توسعه
در سال ۲۰۱۲، پس از موفقیت مالی فیلم پویانمایی لوراکس که بر پایهٔ کتابی به همین نام از دکتر زوس بود، یونیورسال پیکچرز و ایلومینیشن انترتینمنت اعلام کردند که قصد دارند اقتباسی رایانه‌ای (سی‌جی‌آی) از کتاب گربه کلاه‌به‌سر بسازند. قرار بود راب لیبر نگارش فیلم‌نامه را بر عهده گیرد، کریس ملداندری تهیه‌کننده باشد و آدری گایزل به‌عنوان تهیه‌کنندهٔ اجرایی پروژه حضور داشته باشد. با این حال، این پروژه هرگز به مرحلهٔ تولید نرسید.
در ژانویهٔ ۲۰۱۸، وارنر برادرز پیکچرز حقوق ساخت یک نسخهٔ پویانمایی از کتاب گربه کلاه‌به‌سر را برای گروه انیمیشن وارنر (که بعداً به وارنر برادرز پیکچرز انیمیشن تغییر نام داد) به دست آورد. این اقدام در قالب همکاری خلاقانه‌ای با شرکت دکتر زوس اینترپرایزس انجام شد. در اکتبر ۲۰۲۰، اریکا ریوینویا و آرت هرناندز به‌عنوان کارگردانان پروژه معرفی شدند. با این حال، در ژوئن ۲۰۲۳، هرناندز از پروژه کناره‌گیری کرد و الساندرو کارلونی جایگزین او شد.
در مارس ۲۰۲۴، گزارش شد که بیل هیدر برای صداپیشگی نقش اصلی انتخاب شده است. در همان ماه، بیل دماشک، رئیس وارنر برادرز پیکچرز انیمیشن، حضور رسمی هیدر را در نقش گربه کلاه‌به‌سر تأیید کرد و همچنین اعلام شد که کوئینتا برانسون، بوئن ینگ، سوچی گومز، مت بری و پائولا پل نیز به گروه صداپیشگان پیوسته‌اند. همچنین اعلام شد که هیدر در کنار سوزان برنت، رئیس و مدیرعامل شرکت دکتر زوس اینترپرایزس، به‌عنوان تهیه‌کنندهٔ اجرایی در پروژه حضور خواهد داشت. جرد استرن و دنیلا ماتزوکاتو نیز به‌عنوان تهیه‌کننده معرفی شدند و وظیفهٔ پویانمایی فیلم بر عهدهٔ دی‌ان‌ئی‌جی انیمیشن قرار گرفت. در ژوئن ۲۰۲۵، گزارش شد که آمریکا فررا به گروه صداپیشگان پیوسته است. کمی بعد، حضور او همراه با تیاگو مارتینز، تایتس برگس و جانکارلو اسپوزیتو به‌طور رسمی تأیید شد.

## انتشار
گربه کلاه‌به‌سر قرار است در ۲۷ فوریه ۲۰۲۶ به صورت سینمایی در ایالات متحده اکران شود. پیش‌تر انتظار می‌رفت که فیلم در مقطعی از سال ۲۰۲۴ یا ۲۰۲۵ منتشر شود و سپس برای اکران در ۶ مارس ۲۰۲۶ برنامه‌ریزی شده بود؛ اما در مارس ۲۰۲۵، تاریخ اکران آن یک هفته جلوتر کشیده شد. گفته می‌شود این تغییر برای پرهیز از هم‌زمانی با فیلم هاپرز از استودیوی پیکسار انجام شده است.